# Tomás Fernández (calciatore 2004)
Tomás Julián Fernández (José C. Paz, 7 gennaio 2004) è un calciatore argentino, difensore del Tigre.

## Caratteristiche tecniche
Gioca come difensore centrale.

## Carriera
Fernández è cresciuto nel settore giovanile del Tigre, con cui ha debuttato il 14 febbraio 2024 nell'incontro di Copa de la Liga Profesional perso 1-0 contro il Defensa y Justicia.

## Statistiche

### Presenze e reti nei club
Statistiche aggiornate al 3 giugno 2024.
| Stagione        | Squadra         | Campionato      | Campionato | Campionato | Coppe nazionali | Coppe nazionali | Coppe nazionali | Coppe continentali | Coppe continentali | Coppe continentali | Altre coppe | Altre coppe | Altre coppe | Totale | Totale | Totale |
| Stagione        | Squadra         | Comp            | Pres       | Reti       | Comp            | Pres            | Reti            | Comp               | Pres               | Reti               | Comp        | Pres        | Reti        | Pres   | Reti   |        |
| --------------- | --------------- | --------------- | ---------- | ---------- | --------------- | --------------- | --------------- | ------------------ | ------------------ | ------------------ | ----------- | ----------- | ----------- | ------ | ------ | ------ |
| 2024            | Tigre           | PD              | 4          | 0          | CA+CdL          | 0+1             | 0               |                    | -                  | -                  |             | -           | -           | 5      | 0      |        |
| Totale carriera | Totale carriera | Totale carriera | 4          | 0          |                 | 1               | 0               |                    | -                  | -                  |             | -           | -           | 5      | 0      |        |